# A Day at the Races Tour
A Day at the Races Tour — концертний тур британського рок-гурту Queen на підтримку їхнього альбому A Day at the Races 1976 року. Гурт дав концерти у США, Канаді, Великій Британії, Данії, Нідерландах, Німеччині, Швейцарії і Швеції.
Цей тур став першим, в якому гурт зіграв пісню «Somebody to Love» й багато інших. Пісні «Brighton Rock» і «Bohemian Rhapsody» були виконані повністю вперше. Також співак Фредді Мерк'юрі виконав вокальний канон між піснями «White Man» і «The Prophet's Song».
«Коли люди почали підспівувати, це нас дратувало…» — згадував Браян Мей. — «Там було величезне усвідомлення, Бінглі-холі в Мідлендсі. Вони співали кожну ноту кожної пісні. Ми з Фредді подивилися один на одного і сказали: „що тут відбувається“. Ми боролися з цим, і ми повинні прийняти це. Ось звідки взялися „We Will Rock You“ і „We Are the Champions“. Це був епохальний момент».
На відкритті більшості північноамериканських концертів виступав гурт «Thin Lizzy». У Нью-Йорку, квитки на концерт у Медісон-сквер-Гарден були розпродані за кілька хвилин.
Два останніх концерту у Ерлс Корті були записані, де гурт вперше використав дорогу освітлювальну установку у формі корони. Обидва виступи були також професійно зняті на відео, перший виступ можна знайти на багатьох бутлеґах. Про один з таких релізів — «Top Fax, Pix Info» — фотограф Росс Халфін сказав: «Це було срібне ювілейне шоу. Воно мало чудову якість звуку. Я знімав це шоу, коли був набагато молодше».

## Сет-лист
1. Procession
2. Tie Your Mother Down
3. Ogre Battle
4. White Queen (As It Began)
5. Somebody to Love
6. Killer Queen
7. The Millionaire Waltz
8. You're My Best Friend
9. Bring Back that Leroy Brown
10. Sweet Lady
11. Brighton Rock
12. '39
13. You Take My Breath Away
14. White Man
15. Freddie Mercury Vocal Cannon
16. The Prophet's Song
17. Bohemian Rhapsody
18. Stone Cold Crazy
19. Keep Yourself Alive
20. Liar
21. In the Lap of the Gods... Revisited 
 Виступ на біс
22. Now I'm Here
23. Big Spender
24. Jailhouse Rock
25. God Save The Queen (плівка)

Пісні, що мало виконувалися:
- Stupid Cupid (Портленд, Орегон) (грали до Jailhouse Rock)
- Be Bop A Lula (Portland, Oregon) (грали після Big Spender)
- Saturday Night's Alright For Fighting (Сіетл)

1. A Day At The Races (альбомний вступ)
2. "Tie Your Mother Down"
3. "Ogre Battle"
4. "White Queen (As It Began)"
5. "Somebody to Love"
6. "Killer Queen"
7. "Good Old-Fashioned Lover Boy"
8. "The Millionaire Waltz"
9. "You're My Best Friend"
10. "Bring Back That Leroy Brown"
11. "Death On Two Legs (Dedicated to...)"
12. "Sweet Lady"
13. "Brighton Rock"
14. Guitar Solo
15. "Brighton Rock" (reprise)
16. "'39"
17. "You Take My Breath Away"
18. "White Man"
19. "The Prophet's Song"
20. "Bohemian Rhapsody"
21. "Keep Yourself Alive"
22. "Stone Cold Crazy"
23. "In the Lap of the Gods... Revisited"
Виступ на біс
24. "Now I'm Here"
25. "Liar"
26. "Big Spender" (замінена на "I'm A Man" 13 травня 1977)
27. "Jailhouse Rock"
28. "God Save The Queen"

Пісні, що мало виконувалися:
- "Doing All Right"
- "Mannish Boy" (можливо)
- "Lucille" (замінена на "I'm A Man" у Ерлс-Корті)
- "Stupid Cupid"
- "Be Bop A Lula"
- "Saturday Night's Alright For Fighting"
- "Procession" відкрила два виступи у Ерлс-Корті, а також "A Day at the Races (intro)"

## Дати виступів
| Дата             | Місто            | Країна           | Місце                               |                  |                  |
| Північна Америка | Північна Америка | Північна Америка | Північна Америка                    | Північна Америка | Північна Америка |
| ---------------- | ---------------- | ---------------- | ----------------------------------- | ---------------- | ---------------- |
| 13 січня 1977    | Мілвокі          | США              | Milwaukee Auditorium                |                  |                  |
| 14 січня 1977    | Медісон          | США              | Dane County Coliseum                |                  |                  |
| 15 січня 1977    | Колумбус         | США              | St. John Arena                      |                  |                  |
| 16 січня 1977    | Індіанаполія     | США              | Indiana Convention Center           |                  |                  |
| 18 січня 1977    | Детройт          | США              | Cobo Hall                           |                  |                  |
| 20 січня 1977    | Сагіно           | США              | Saginaw Civic Center                |                  |                  |
| 21 січня 1977    | Луїсвілл         | США              | Louisville Gardens                  |                  |                  |
| 22 січня 1977    | Каламазу         | США              | Wings Stadium                       |                  |                  |
| 23 січня 1977    | Річфілд          | США              | Richfield Coliseum                  |                  |                  |
| 25 січня 1977    | Оттава           | Канада           | Ottawa Civic Centre                 |                  |                  |
| 26 січня 1977    | Монреаль         | Канада           | Montreal Forum                      |                  |                  |
| 28 січня 1977    | Чикаго           | США              | Chicago Stadium                     |                  |                  |
| 29 січня 1977    | Дейтон           | США              | Hara Arena                          |                  |                  |
| 30 січня 1977    | Толедо           | США              | Toledo Sports Arena                 |                  |                  |
| 1 лютого 1977    | Торонто          | Канада           | Maple Leaf Gardens                  |                  |                  |
| 3 лютого 1977    | Спрінгфілд       | США              | Springfield Civic Center            |                  |                  |
| 4 лютого 1977    | Коледж-Парк      | США              | Cole Field House                    |                  |                  |
| 5 лютого 1977    | Нью-Йорк         | США              | Madison Square Garden               |                  |                  |
| 6 лютого 1977    | Юніондейл        | США              | Nassau Veterans Memorial Coliseum   |                  |                  |
| 8 лютого 1977    | Сірак'юз         | США              | Onondaga County War Memorial        |                  |                  |
| 9 лютого 1977    | Бостон           | США              | Boston Garden                       |                  |                  |
| 10 лютого 1977   | Провіденс        | США              | Providence Civic Center             |                  |                  |
| 11 лютого 1977   | Філадельфія      | США              | Philadelphia Civic Center           |                  |                  |
| 19 лютого 1977   | Голлівуд         | США              | Hollywood Sportatorium              |                  |                  |
| 20 лютого 1977   | Лейкленд         | США              | Lakeland Civic Center               |                  |                  |
| 21 лютого 1977   | Атланта          | США              | Omni Coliseum                       |                  |                  |
| 22 лютого 1977   | Бірмінгем        | США              | Boutwell Memorial Auditorium        |                  |                  |
| 23 лютого 1977   | Сент-Луїс        | США              | Kiel Auditorium                     |                  |                  |
| 24 лютого 1977   | Норман           | США              | Lloyd Noble Center                  |                  |                  |
| 25 лютого 1977   | Юнівьорсіті-Парк | США              | Moody Coliseum                      |                  |                  |
| 26 лютого 1977   | Х'юстон          | США              | Sam Houston Coliseum                |                  |                  |
| 1 березня 1977   | Фенікс           | США              | Arizona Veterans Memorial Coliseum  |                  |                  |
| 2 березня 1977   | Інглвуд          | США              | The Forum                           |                  |                  |
| 3 березня 1977   | Інглвуд          | США              | The Forum                           |                  |                  |
| 5 березня 1977   | Сан-Дієго        | США              | San Diego Sports Arena              |                  |                  |
| 6 березня 1977   | Сан-Франциско    | США              | Winterland Ballroom                 |                  |                  |
| 8 березня 1977   | Сакраменто       | США              | Sacramento Memorial Auditorium      |                  |                  |
| 9 березня 1977   | Фресно           | США              | Selland Arena                       |                  |                  |
| 11 березня 1977  | Ванкувер         | Канада           | Pacific Coliseum                    |                  |                  |
| 12 березня 1977  | Портленд         | США              | Paramount Theatre                   |                  |                  |
| 13 березня 1977  | Сіетл            | США              | Seattle Center Arena                |                  |                  |
| 16 березня 1977  | Калгарі          | Канада           | Southern Alberta Jubilee Auditorium |                  |                  |
| 17 березня 1977  | Калгарі          | Канада           | Southern Alberta Jubilee Auditorium |                  |                  |
| 18 березня 1977  | Едмонтон         | Канада           | Northlands Coliseum                 |                  |                  |
| Європа           |                  |                  |                                     |                  |                  |
| 8 травня 1977    | Стокгольм        | Швеція           | Johanneshovs Isstadion              |                  |                  |
| 10 травня 1977   | Гьотеборг        | Швеція           | Scandinavium                        |                  |                  |
| 12 травня 1977   | Копенгаген       | Данія            | Brøndby Hall                        |                  |                  |
| 13 травня 1977   | Гамбург          | Німеччина        | Congress Centrum Hamburg            |                  |                  |
| 14 травня 1977   | Франкфурт        | Німеччина        | Festhalle Frankfurt                 |                  |                  |
| 16 травня 1977   | Дюссельдорф      | Німеччина        | Philipshalle                        |                  |                  |
| 17 травня 1977   | Роттердам        | Нідерланди       | Ahoy Rotterdam                      |                  |                  |
| 19 травня 1977   | Базель           | Швейцарія        | Sporthalle                          |                  |                  |
| Ювілейний тур    |                  |                  |                                     |                  |                  |
| 23 травня 1977   | Брістоль         | Англія           | Bristol Hippodrome                  |                  |                  |
| 24 травня 1977   | Брістоль         | Англія           | Bristol Hippodrome                  |                  |                  |
| 26 травня 1977   | Саутгемптон      | Англія           | Gaumont Theatre                     |                  |                  |
| 27 травня 1977   | Саутгемптон      | Англія           | Gaumont Theatre                     |                  |                  |
| 29 травня 1977   | Стаффорд         | Англія           | Bingley Hall                        |                  |                  |
| 30 травня 1977   | Глазго           | Шотландія        | Apollo Theatre                      |                  |                  |
| 31 травня 1977   | Глазго           | Шотландія        | Apollo Theatre                      |                  |                  |
| 2 червня 1977    | Ліверпуль        | Англія           | Liverpool Empire Theatre            |                  |                  |
| 3 червня 1977    | Ліверпуль        | Англія           | Liverpool Empire Theatre            |                  |                  |
| 5 червня 1977    | Лондон           | Англія           | Earls Court Exhibition Centre       |                  |                  |
| 6 червня 1977    | Лондон           | Англія           | Earls Court Exhibition Centre       |                  |                  |
| 7 червня 1977    | Лондон           | Англія           | Earls Court Exhibition Centre       |                  |                  |

## Музиканти
- Фредді Мерк'юрі — вокал, фортепіано, тамбурин
- Браян Мей — гітара, бек-вокал, банджо
- Роджер Тейлор — ударні, бек-вокал
- Джон Дікон — бас-гітара, бек-вокал, трикутник